# مانسو، کبک
مانسو (به فرانسوی: Manseau) شهری در منطقه شهری بکانکور ناحیه سانتر-دو-کبک در استان کبک کانادا است. در سرشماری سال ۲۰۱۱ این شهر ۹۰۳ نفر جمعیت داشته‌است و مساحت آن ۱۰۲٫۵ کیلومتر مربع است.